# Liczby Charona
Liczby Charona – powieść kryminalna Marka Krajewskiego, wydana w 2011 roku.
Akcja powieści rozgrywa się w 1929 roku w polskim Lwowie i jego okolicach. Edward Popielski po utracie pracy w policji za niesubordynację zmuszony jest utrzymywać się z korepetycji. Ma teraz także czas na rozwiązywanie zagadek matematycznych i miłość. Od pięknej Renaty Sperling przyjmuje ryzykowne zlecenie detektywistyczne i szybko wpada w kłopoty. A tymczasem Lwowem wstrząsają brutalne zabójstwa kobiet. Opinia publiczna domaga się  
szybkiego złapania mordercy. Rozwiązanie tych kryminalnych zagadek to szansa dla Popielskiego na odzyskanie posady w policji.
Oprócz wątków kryminalnych w powieści przedstawiony jest także obraz z życia różnych grup społecznych przedwojennej Polski.